# Kyhyränsaari (ö i Södra Karelen)
Kyhyränsaari är en ö i Finland. Den ligger i sjön Saimen och i kommunen Ruokolax i den ekonomiska regionen  Imatra ekonomiska region  och landskapet Södra Karelen, i den södra delen av landet, 230 km nordost om huvudstaden Helsingfors. Öns area är 79,9 hektar och dess största längd är 1,6 kilometer i sydöst-nordvästlig riktning.